# Flugunfall der Airline Transport Carriers bei Coalinga 1948
Der Flugunfall der Airline Transport Carriers bei Coalinga 1948 ereignete sich am 28. Januar 1948. An diesem Tag verunglückte eine Douglas DC-3/C-47B-40-DK, die die US-Einwanderungsbehörde von der Airline Transport Carriers gechartert hatte, um einen Abschiebeflug durchzuführen. Nach einem Triebwerksschaden und -brand brach im Flug die rechte Tragfläche von der Maschine ab, woraufhin die DC-3 unkontrolliert zu Boden stürzte. Bei dem Unfall starben alle 32 Insassen der Maschine.

## Maschine
Bei dem Flugzeug handelte es sich um eine Douglas DC-3/C-47B-40DK, die während des Zweiten Weltkrieges im Werk Oklahoma City der Douglas Aircraft Company gebaut und 1945 mit der Werknummer 33598 und dem militärischen Luftfahrzeugkennzeichen 44-77266 an die United States Army Air Forces (USAAF) ausgeliefert wurde. Nach dem Krieg wurde die Maschine als Überbestand der USAAF kategorisiert und ausgeflottet. Die Maschine wurde anschließend am 24. Juni 1946 von Charles R Mayers Etal aus Long Beach, Kalifornien übernommen und mit dem Luftfahrzeugkennzeichen NC36480 wieder zugelassen. Das zweimotorige Mittelstreckenflugzeug verfügte über 26 Sitzplätze für Passagiere und wurde von zwei Doppelsternmotoren Pratt & Whitney R-1830-92 Twin Wasp mit je 1.200 PS Leistung angetrieben. Bis zum Zeitpunkt des Unfalls hatte die Maschine eine Gesamtbetriebsleistung von 2.868 Betriebsstunden absolviert.
Das im Besitz von Airline Transport Carriers aus Burbank, Kalifornien befindliche Flugzeug wurde von der US-Einwanderungs- und Einbürgerungsbehörde gechartert, um achtundzwanzig mexikanische Staatsbürger, die abgeschoben werden sollten, zum INS-Abschiebezentrum in El Centro, Kalifornien auszufliegen.

## Insassen
Das Flugzeug beförderte mexikanische Deportierte. Bei den Mexikanern handelte es sich teils um Landarbeiter des Bracero-Programms, deren Visa abgelaufen waren, andere waren illegale Einwanderer. Flugkapitän war der 34-jährige Francis Charles Atkinson, der über 2.850 Stunden Flugerfahrung verfügte, wovon 2.200 Stunden auf die Douglas DC-3 entfielen. Erster Offizier war der 32-jährige Marion Harlow Ewing, der von seinen 4.205 Stunden Flugerfahrung 600 in der Douglas DC-3 absolviert hatte. Es befand sich darüber hinaus als  Flugbegleiter der Wachmann des US-Einwanderungs- und Einbürgerungsdienstes, Frank Chauffin, mit an Bord.

## Unfallhergang
Für die Durchführung des Fluges war eine für 32 Passagiere zugelassene Douglas DC-3 mit dem Luftfahrzeugkennzeichen NC79055 vorgesehen. Die Besatzung bestieg jedoch versehentlich die DC-3 NC36480, die für 26 Passagiere zugelassen war und bei der die alle 100 Betriebsstunden erforderliche Inspektion um 7 Betriebsstunden überschritten war. Die Maschine startete um 6:46 Uhr in Burbank, wo das Flugunternehmen seinen Sitz hatte, zum Flug nach Oakland. Der Flug verlief zunächst ohne besondere Vorkommnisse. Dass man sich im falschen Flugzeug befand, wurde der Besatzung erst auf dem Weg nach Oakland bewusst. In Oakland landete die Maschine um 8:49 Uhr. Dort bestiegen die 28 Mexikaner und der Wachmann die DC-3, drei von ihnen saßen vermutlich ohne Sicherheitsgurte auf drei Gepäckstücken, die im Gang ausgelegt waren. In Burbank war ein Zwischenstopp zur Betankung vorgesehen. Unterwegs in 5000 Fuß Höhe fing eine Stunde und 35 Minuten nach dem Start Triebwerk Nr. 1 Feuer. Vom Boden aus beobachteten Augenzeugen, wie das Flugzeug zunächst eine weiße Rauchspur hinter sich herzog, kurz darauf waren Flammen zu sehen. Sekunden später löste sich nach einer Explosion die linke Tragfläche samt Triebwerk vom Rumpf. Das Flugzeug geriet außer Kontrolle und stürzte um 10:50 Uhr ab und brannte aus. Alle 32 Insassen starben beim Aufprall und dem anschließenden Brand.

## Ursache
Es stellte sich heraus, dass die Dichtung in der linken Kraftstoffpumpe gebrochen war und die vier Bolzen, die die Gussteile der Pumpe zusammenhielten, locker waren. Unter Druck spritzte vermutlich Benzin aus der Pumpe und entzündete sich dann am heißen Auspuff.
Es konnte nie geklärt werden, wie es dazu kommen konnte, dass die Besatzung das falsche Flugzeug bestieg.